# Port de commerce de Kergroise
Vous lisez un « bon article » labellisé en 2012.
Le port de commerce de Kergroise est un port de commerce d’intérêt national situé à Lorient dans le quartier de Kergroise, sur la côte sud de la Bretagne, en France. Il est la propriété de la région Bretagne depuis 2007 et géré par la Chambre de commerce et d'industrie du Morbihan. Par le tonnage annuel traité, il s'agit du 14e port de commerce au niveau français, et il se situe à la 7e place dans le classement des ports d’intérêt national.
Construit dans les années 1910, il est agrandi après-guerre lors de la reconstruction de la ville, les gravats servant à combler l'anse de Kergroise. Ses quais sont de nouveau agrandis dans les années 1970 et de nouveaux équipements permettent de diversifier ses activités. Son chenal d'accès est dragué au début des années 2010, pour faciliter l'accès de navires de type Panamax.
Ses activités sont principalement orientées vers l'importation, majoritairement d'hydrocarbures, de produits agroalimentaires et de matériaux de construction. Il est par ailleurs ponctuellement utilisé pour le transport de passagers et par des navires militaires en relation avec l'arsenal de Lorient.

## Histoire

### Création du premier quai à Kergroise
L'arsenal et la rade de Lorient sont modernisés à partir de la fin du XIXe siècle, période durant laquelle la ville redevient un port militaire. En 1889, les ateliers de l'arsenal passent de la fonte à l'acier moulé, ce qui nécessite des quantités grandissantes de charbon. Afin de faire face à cette demande, la ville développe une activité commerciale avec le Pays de Galles, d'où est importé le charbon pour les machines à vapeur de la ville et vers lequel est exporté du bois de pin maritime pour l'étayage des mines galloises, ce qui permet à la ville d'équilibrer la balance de son commerce.

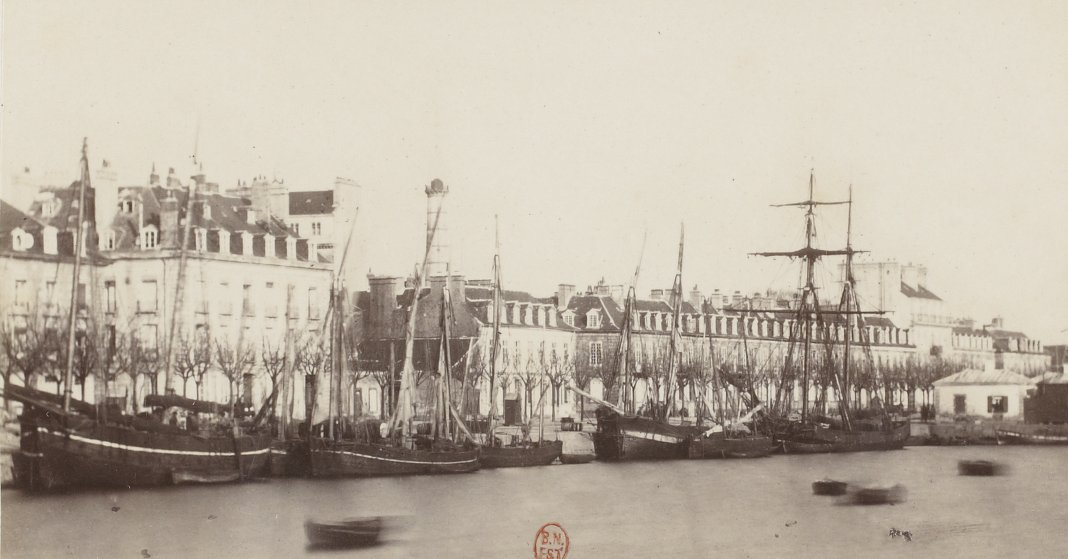
Vue du bassin à flot au XIX.

Le bassin à flot qui est utilisé par les bateaux de commerce devient trop limité pour le tonnage des navires et, en 1880, la chambre de commerce et d'industrie du Morbihan demande à ce qu'un port en eau profonde soit installé dans le quartier de Kergroise. Cette dernière récupère par ailleurs peu à peu la gestion des outils du port en commerce. La gestion de deux grues au bassin à flot et dans l'avant-port est obtenue le 27 août 1889. Au 1er juillet 1914, la totalité des outils est gérée par la CCI.
Un quai est construit à Kergroise entre 1910 et 1920, permettant à la ville de disposer d'un quai de 110 mètres pour un tirant d'eau de 9 mètres. Le commerce connaît alors un pic d'activité, qui atteint les 438 000 tonnes en 1929, dont la moitié concernant des importations de charbon.

### Agrandissement après-guerre
La ville de Lorient est durement touchée par les bombardements alliés lors de la Seconde Guerre mondiale. Quelque 1 700 000 m3 de gravats sont ainsi utilisés pour combler l'anse de Kergroise, ce qui permet de développer la surface de la zone industrielle du port ainsi que la longueur de ses quais. Entre 1946 et 1958, la chambre de commerce et d'industrie du Morbihan qui est concessionnaire du port porte ainsi à 330 mètres la longueur des quais pour un tirant d'eau de 9 mètres. D'autres équipements sont aussi mis en place : l'accessibilité est renforcée par le raccordement à une voie ferrée et par le développement d'une chaussée renforcée, trois grues électriques de 5 à 6 tonnes permettent elles d'améliorer les opérations de déchargement.
Le port est aménagé pour recevoir des navires de plus fort tonnage, il est agrandi, ce qui permet au trafic commercial d'augmenter de 90,9 % de 1965 à 1975. Un appontement pétrolier est construit en 1961, suivi en 1970 d'une extension du quai principal à 569 mètres, puis de la construction en 1987 d'un quai de 150 mètres dédié aux marchandises diverses. 365 millions de francs sont ainsi investis de 1968 à 1983 pour augmenter la longueur des quais. D'autres infrastructures sont aussi installées pendant cette période, comme la construction du silo et de la station de transit rail-route en 1980.
La nature des marchandises traitées par le port évolue aussi pendant la période. Le trafic de charbon et des poteaux de mines disparaît en 1975 ; celui de vin suit en 1991.

### Développements ultérieurs

La zone portuaire (en rouge) et la rade

Des équipements sont ajoutés à partir des années 1990, comme une grue « kangourou » pour la manutention de vracs agroalimentaires et des marchandises diverses en 1992, la construction d'un entrepôt frigorifique à quai en 1998, l'acquisition d'une grue pour manutentionner conteneurs et colis lourds en 2004, ou encore l'installation d'un service pour les vracs de ciment en 2007. D'autres équipements sont aussi modernisés, comme les cuves pétrolières qui sont remplacées par des bacs à double paroi en béton, en 2009, pour le site lorientais et, en 2012, pour le site de Lanester.
La gestion du port évolue, avec le transfert de la propriété et de la gestion du port de l'État à la région à partir du 1er janvier 2007.
Les conditions d'accès au port sont revues à partir de la fin des années 2000. Un accès pour les convois routiers de 44 tonnes est aménagé en 2005. Les abords terrestres de l'ensemble portuaire sont clôturés en 2008 et 2009. L'accès devient restreint à partir de mars 2012, en application d'une nouvelle réglementation internationale. En mer, des travaux de dragage de la passe ouest sont réalisés en 2012 afin de porter la profondeur de chenal d'accès au port à plus de 10 mètres, avec pour but affiché de permettre aux navires de type Panamax d'accéder au port indépendamment du coefficient de la marée,.

## Infrastructures

### Gestion
Le port est la propriété de la région Bretagne depuis le 1er janvier 2007, date à laquelle l'État a transféré la propriété à cette dernière.
La concession de l'ensemble portuaire est assurée par la Chambre de commerce et d'industrie du Morbihan depuis 1889. Elle est renouvelée au 1er janvier 2009 pour une période de 10 ans à la suite d'un appel d'offres lancé par la région. La capitainerie du port est dirigée par le commandant Éric Roellinger depuis mai 2011. L'inspection des navires accostant est assurée par cinq inspecteurs qui traitent tous les ans une soixantaine de bateaux.

### Structures

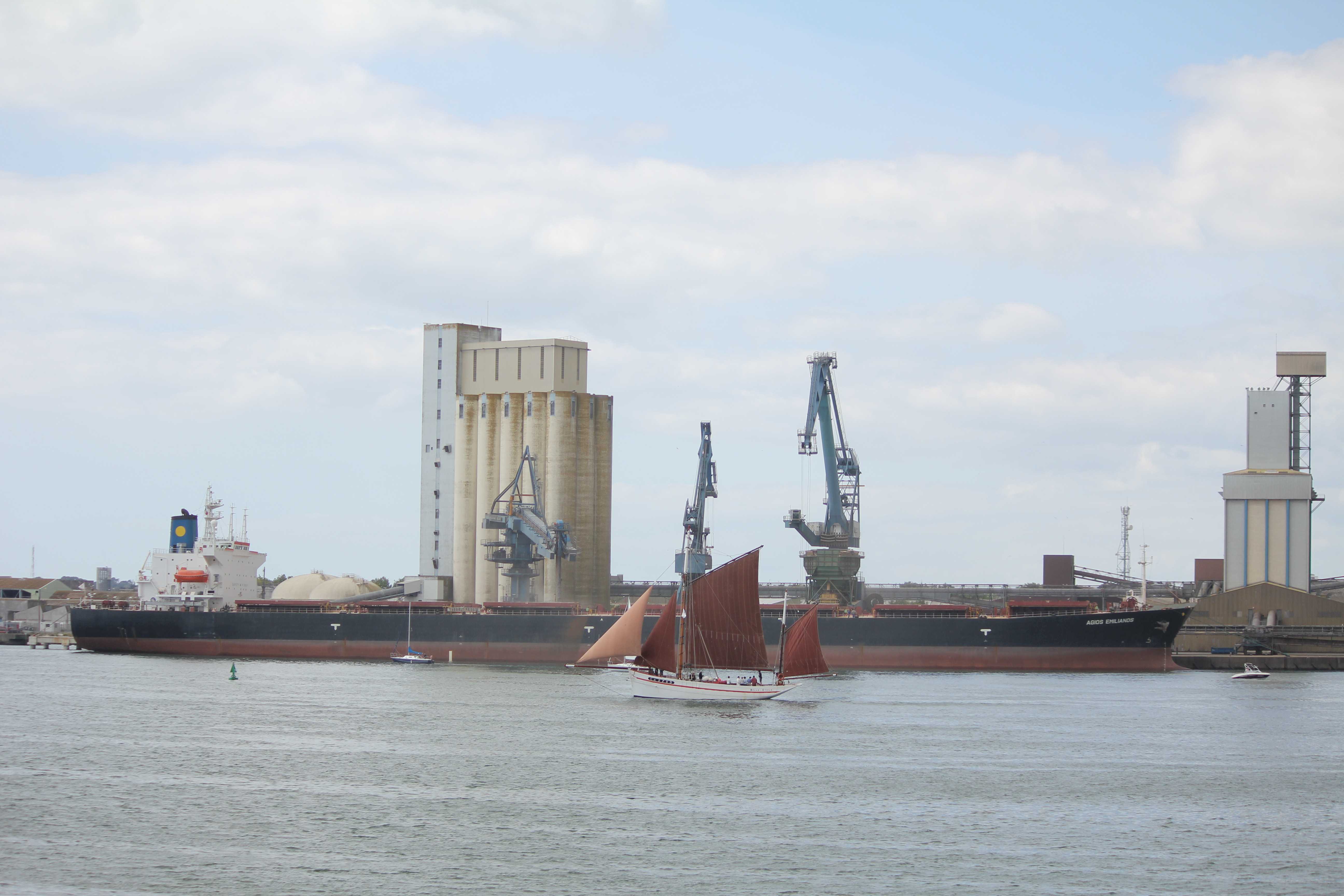
Navire déchargeant au terminal dédié au vrac agroalimentaire.

L'ensemble portuaire est structuré autour de plusieurs implantations spécialisées dans certains types de marchandises. À l'ouest de la rade de Lorient, se trouve un appontement pétrolier de 195 m, situé dans la zone la plus au sud de l'ensemble. Un terminal dédié au vrac agroalimentaire, d'une capacité de deux navires, est aménagé plus au nord, puis dans la zone la plus au nord, un quai de 150 mètres est réservé aux produits froids. De l'autre côté de la rade, à l'embouchure du Blavet, le port dispose d'un quai de 110 m dédié au traitement des sables et graviers. À terre, se rajoute à ces structures un terminal roulier d'une surface de 4 hectares sous douane.
L'accès au port peut se faire par plusieurs biais. Par voie maritime, le chenal d'accès à la rade de Lorient réservé aux navires usagers du port passe à l'ouest des courreaux de Groix, permettant un accès en 40 minutes entre la zone de mouillage au nord de l'île de Groix et le port. Par voie terrestre, le port est à proximité immédiate de la route nationale 165 qui fait partie de la route européenne 60 et un accès aux voies ferrées est disponible dans l'enceinte du complexe portuaire. Pour les passagers, la proximité de la gare de Lorient et de l'aéroport de Lann-Bihoué permet une liaison avec les principales villes françaises.

### Équipements

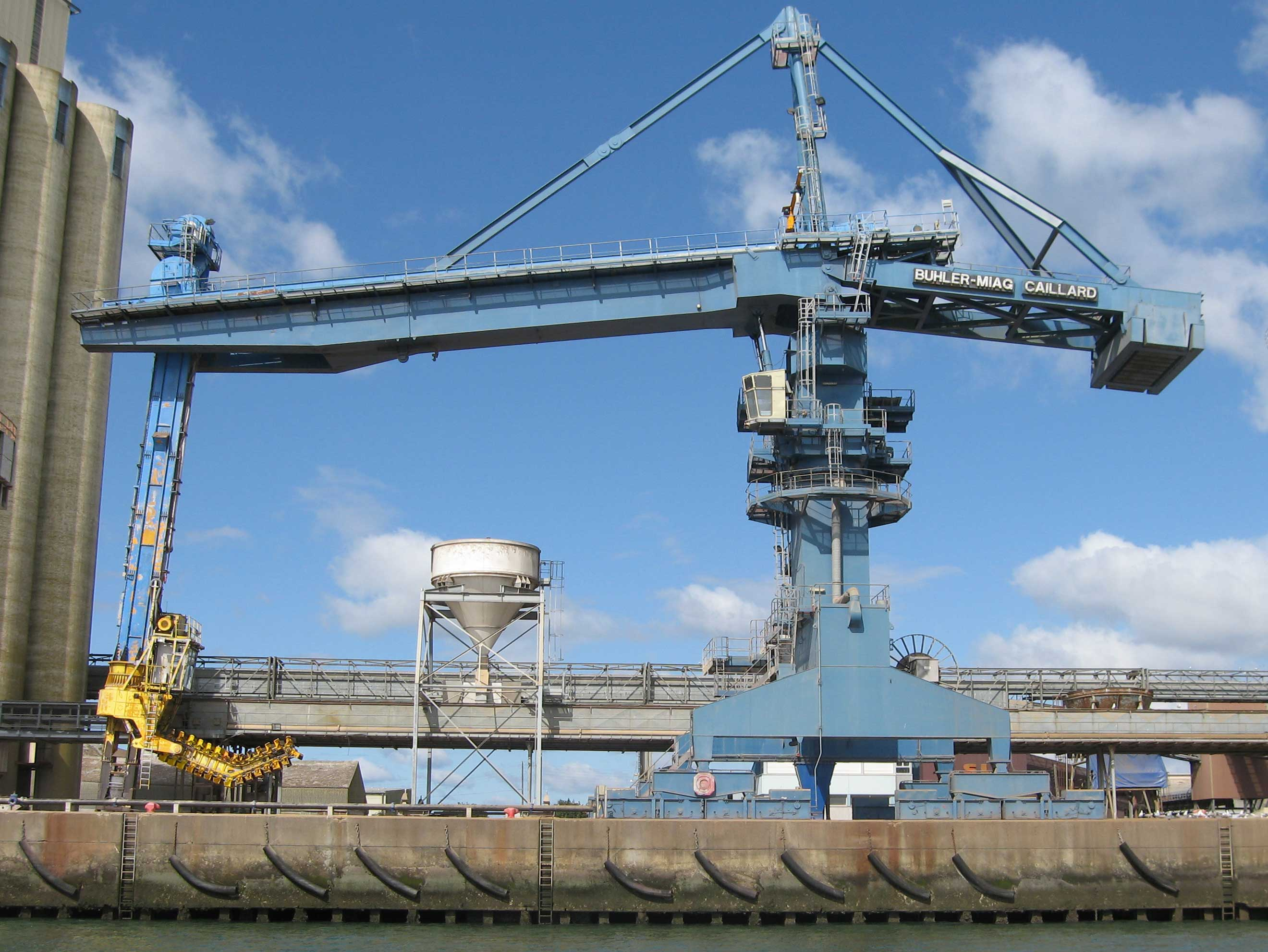
Grue « kangourou » utilisée pour les déchargements du terminal agroalimentaire.

Le port dispose de trois remorqueurs qui permettent de prendre en charge les navires entrant dans la rade de Lorient ou d'effectuer des opérations dans le port. Les deux plus anciens, le Morbihan et le Scorff, ont été construits en 1981 et en 1986. Le plus récent, le Bretagne, construit en 2007, a été acquis par l'exploitant du port afin de permettre l'arrivée de navires type Panamax.
À terre, le terminal agroalimentaire dispose de deux engins de déchargement, d’une capacité unitaire de 1 000 tonnes par heure ; plusieurs zones de stockage sont aussi à disposition, dont un silo de transit d’une capacité de 10 000 tonnes et 40 cellules de stockage privé, d'une capacité totale de 160 000 tonnes. Le terminal pétrolier dispose quant à lui d'un dépôt d'une capacité de 140 000 m3 et la zone dédiée au froid, d'une capacité de stockage de 22 400 m3 et de deux grues pour le déchargement.

### Impact environnemental
Les activités de Kergroise ont un impact sur la ville de Lorient à plusieurs niveaux. La présence de cuves de pétrole limite l'urbanisation autour du dépôt pétrolier. Une zone à risque couvrant 97 hectares dans le voisinage du site, où vivent 7 200 habitants, a été définie pour prévenir des effets d'un boil over. Par ailleurs, l'émission de poussières par les déchargements de ciment, du soja ou de tournesol a été étudiée autour du port ; un cas d'empoussièrement ponctuellement élevé a été identifié aux abords immédiats des quais, sans que les autres lieux de relevés, plus distants, ne montrent d'empoussièrement notable.
En mer, le site est l'un des ports de la ville à avoir un impact sur les boues présentes dans la rade de Lorient. Le dragage régulier de celle-ci pour éviter l'envasement de certaines parties de la rade, ou pour le creusement d'un chenal plus profond, a nécessité la mise en place d'un site de dépollution. Celui-ci doit traiter 25 000 m3 de boues polluées par an entre 2012 et 2017.

## Activités
Le port est principalement tourné vers des activités d'importations. Les exportations restent limitées et concernent principalement de la ferraille et les pneus broyés. Des projets d'exportations de viandes vers les pays du Maghreb sont projetés par la chambre de commerce et d'industrie du Morbihan en 2012. Au total, les importations ne représentent que 2,66 % du tonnage passé par le port en 2010.

### Commerce

#### Typologie des importations
L’activité du port de commerce de Lorient Kergroise est dominée par le transport de deux types de marchandises, l’agroalimentaire et les hydrocarbures. Un trafic de 2,59 millions de tonnes y transite en 2012, ce qui place le port au 14e rang des ports de commerce français et en 7e position parmi les ports décentralisés. Au niveau régional, il se situe au 2e rang des ports de commerce de la région Bretagne entre ceux de Brest et de Saint-Malo. Ces trois ports concentrent 83 % du trafic de la région.

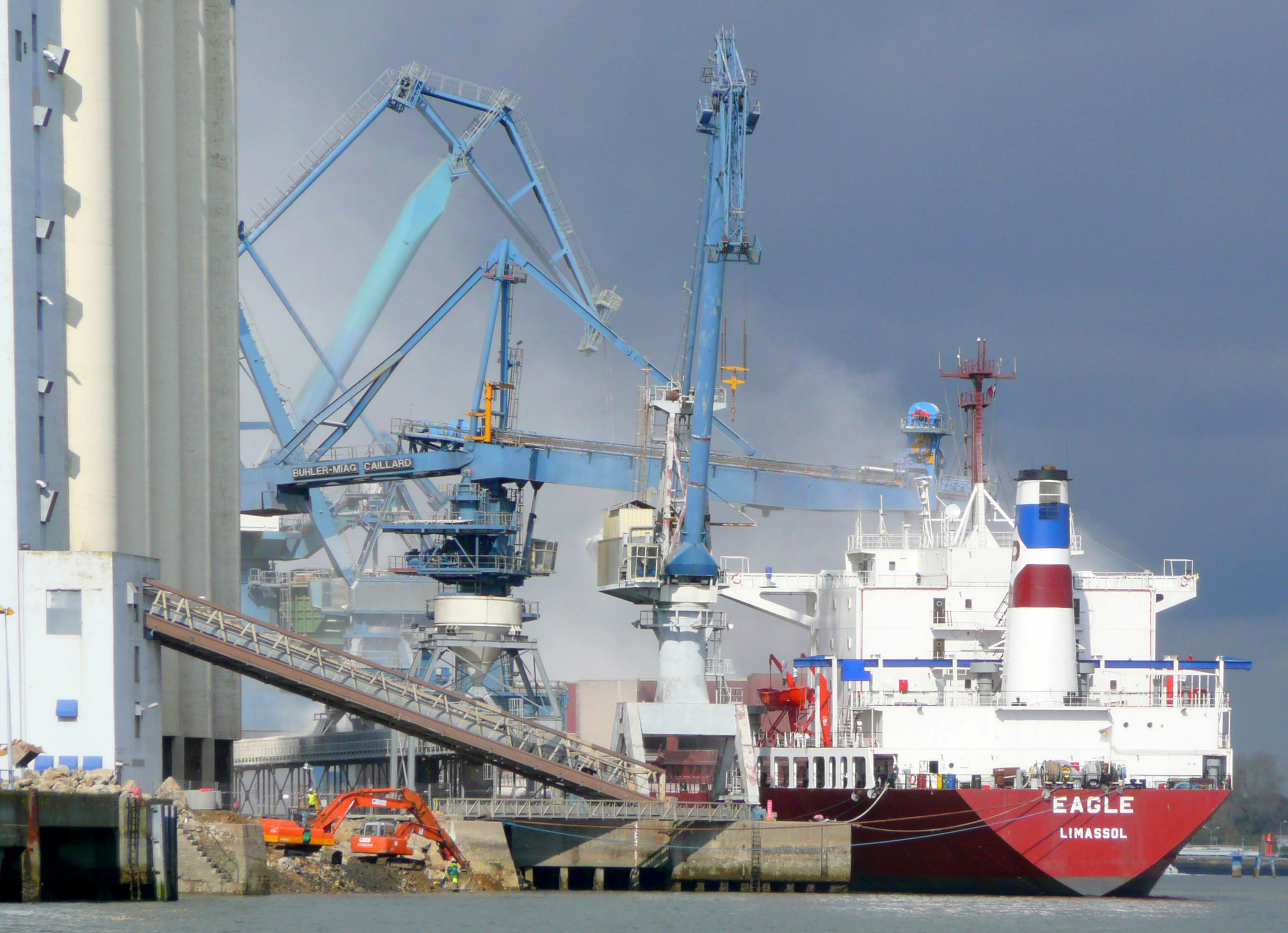
Vraquier déchargeant du colza.

Le vrac agroalimentaire est le premier poste d'importation du port et 1 039 835 tonnes sont passées par le port en 2011. Ce chiffre s'explique par la présence importante d'industries agroalimentaires dans la région. Le soja est le principal produit en transit en 2011, avec 660 000 tonnes, suivi du blé avec 200 000 tonnes.
Le trafic d'hydrocarbure est le second poste d'importation du port, avec en 2011 987 515 tonnes. Le gazole est le premier produit importé avec 50 % des importations traitées, suivi par l'essence sans plomb avec 30 % et le fioul avec 20 %.
Les matériaux de construction complètent les importations et représentent en 2011 un total de quelque 593 050 tonnes. Ils sont constitués majoritairement de sables marins et de ciment de Turquie. De la pierre ponce extraite de ce dernier pays est aussi importée depuis 2011.
Les importations sont à 36,6 % constituées par des activités de cabotage national. Parmi les principaux pays étrangers d'origine des exportations en 2010, le Brésil arrive en tête avec 24,4 % des exportations, suivi par la Russie avec 9,5 %, le Royaume-Uni avec 4,9 %, les Pays-Bas avec 4,6 % et la Suède avec 3,5 %.
Pour les conteneurs, le port était desservi par la ligne Sloman-Neptun jusqu'en 2006. En 2012, lors de la course Volvo Race, une soixante de conteneurs de 40 pieds (soit environ 12,20 m de long ou  l'équivalent de 76 camions) ont été déchargés au port avec la grue pour conteneurs installée en 2004.

#### Évolution du tonnage
| 1880   | 1929    | 1939    | 1955    | 1966    | 1967    | 1968    | 1969    |
| ------ | ------- | ------- | ------- | ------- | ------- | ------- | ------- |
| 45 000 | 438 000 | 293 000 | 482 000 | 755 065 | 821 837 | 855 016 | 940 531 |

| 1970    | 1971    | 1972      | 1973      | 1974      | 1975      | 1976      | 1977      |
| ------- | ------- | --------- | --------- | --------- | --------- | --------- | --------- |
| 955 410 | 970 269 | 1 135 018 | 1 365 826 | 1 362 357 | 1 449 384 | 1 705 928 | 1 808 469 |

| 1978      | 1979      | 1980      | 2001      | 2002      | 2003      | 2004      | 2005      |
| --------- | --------- | --------- | --------- | --------- | --------- | --------- | --------- |
| 1 888 768 | 2 001 352 | 2 090 838 | 2 680 000 | 2 680 000 | 2 610 000 | 2 690 000 | 2 680 000 |

| 2006      | 2007      | 2008      | 2009      | 2010      | 2011      | 2012      | 2013      |
| --------- | --------- | --------- | --------- | --------- | --------- | --------- | --------- |
| 2 753 833 | 2 858 571 | 3 010 865 | 2 550 345 | 2 667 539 | 2 608 747 | 2 475 381 | 2 462 447 |

| 2014      | 2015      | 2016 | 2017 | 2018 | 2019 | 2020 | 2021 |
| --------- | --------- | ---- | ---- | ---- | ---- | ---- | ---- |
| 2 325 600 | 2 337 924 |      |      |      |      |      |      |

### Transport de passagers

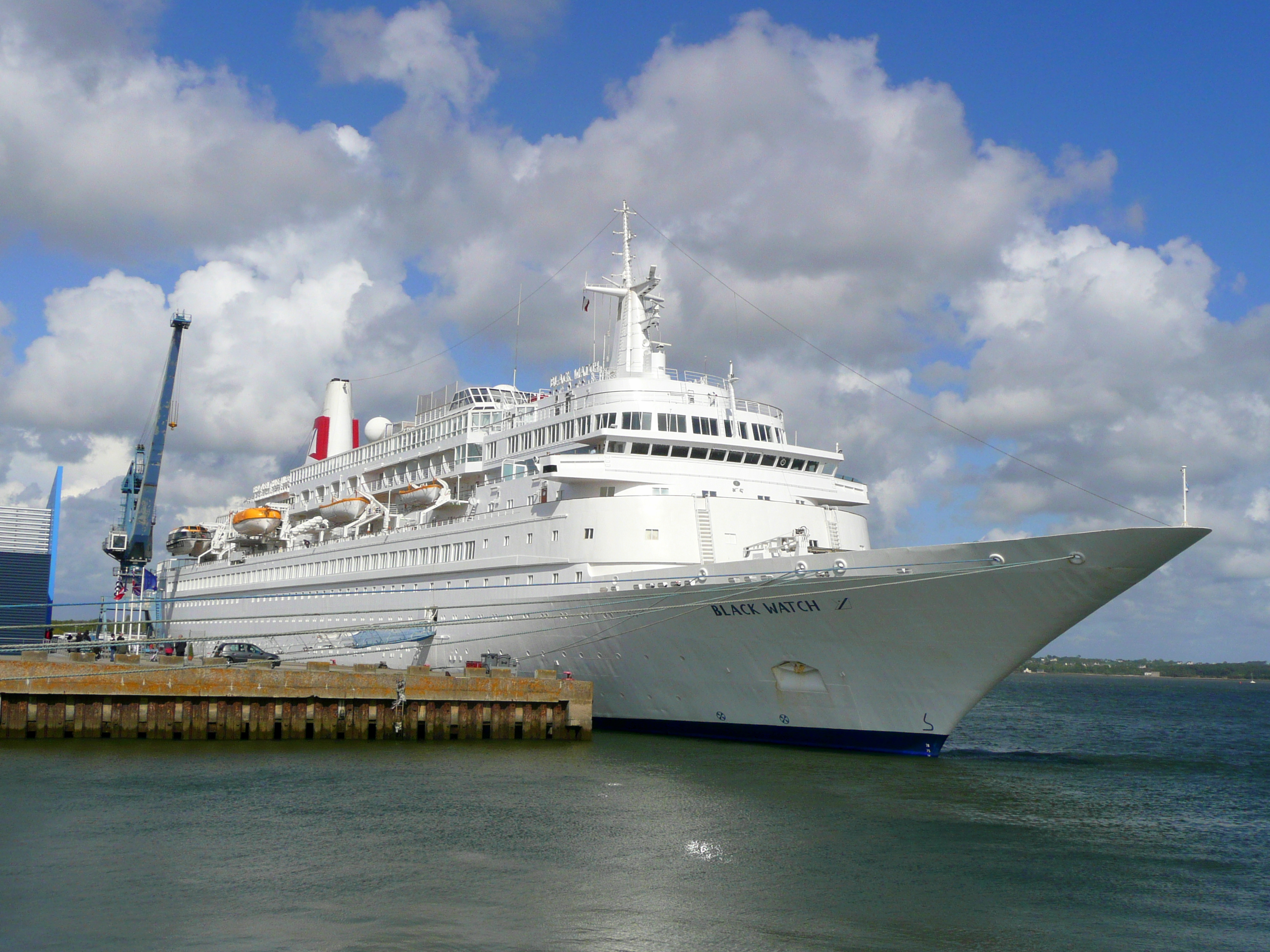
Le paquebot Black Watch en escale à Kergroise.

Le port sert aussi ponctuellement pour le transport de passagers, via l'accueil de paquebots de croisière. Cette activité s'est développée à partir de la fin des années 1990 et était portée par l'association « Lorient-Croisière-Bretagne Sud », créée en 1999. L'utilisation du port comme lieu d'escale est alors mise en place en lien avec Belle-Île-en-Mer. Sa gestion est reprise en 2009 par la Chambre de commerce et d'industrie du Morbihan. En 2010, Kergroise a enregistré un total de 9 166 passagers répartis en dix escales. Ceux-ci ont représenté un chiffre d'affaires d'environ quatre millions d'euros à l'échelle du pays de Lorient. Ces escales ont lieu principalement lors de la période estivale, notamment lors d'évènements locaux comme le festival interceltique de Lorient.
Des liaisons maritimes transrade utilisant le port sont aussi assurées dans le cadre des transports urbains de la région de Lorient. La compagnie de transport de la région lorientaise (CTRL), responsable des transports en commun dans l'agglomération, se sert du port pour assurer des transports au départ de Lorient et en direction de Port-Louis et de Locmiquélic. Au total, cette activité a concerné 725 665 passagers en 2010.

### Autres usages
Les installations du port peuvent être ponctuellement exploitées pour d'autres usages, le plus souvent en lien avec d'autres acteurs maritimes de la ville.
Plusieurs navires militaires peuvent être amenés à utiliser le port. L'arsenal de Lorient et ses navires peuvent en avoir un usage à différentes étapes de la construction de ceux-ci. La Marine nationale et ses navires y font escale ponctuellement, de même que d'autres marines militaires alliées, lors d'exercices dans la région.
Le développement à Lorient d'un pôle course au large et dans sa région d'une Sailing Valley a entraîné une utilisation des infrastructures du port. Des voiliers de course peuvent ainsi y être débarqués à quai avant d'être mis à l'eau et des équipements peuvent y passer en transit avant d'être utilisés au pôle course au large ou par des organisateurs de courses nautiques comme la Volvo Ocean Race en 2012.

Vue du port depuis Locmiquélic.

## Sources